# Bauhinia finlaysoniana
Bauhinia finlaysoniana är en ärtväxtart som först beskrevs av George Bentham, och fick sitt nu gällande namn av John Gilbert Baker. Bauhinia finlaysoniana ingår i släktet Bauhinia och familjen ärtväxter.

## Underarter
Arten delas in i följande underarter:
- B. f. amoena
- B. f. finlaysoniana
- B. f. leptopus
- B. f. montana